# III. Ferdinánd toszkánai nagyherceg
III. Ferdinánd (Firenze, Toszkána, 1769. május 6. – Firenze, Toszkána, 1824. június 18.), Toszkána nagyhercege 1790 júliusa és 1801 márciusa, majd újra 1814 májusától 1824. június 18-án bekövetkezett haláláig. A napóleoni háborúk idején megfosztották a Toszkánai Nagyhercegségtől, cserébe előbb salzburgi hercegi (1803–1805), majd würzburgi választófejedelemi (1805–1806) titulust kapott, ez utóbbit 1806-ban nagyhercegi címre változtatták, amit 1814-ig viselt, amikor visszakapta Toszkánát.
Ferdinánd volt I. Péter Lipót toszkánai nagyherceg és Mária Ludovika második fia, Mária Terézia császárné unokája. Miután nagybátyja, II. József császár 1790-ben örökös nélkül elhunyt, a császári trónt apja foglalta el II. Lipót néven. Ekkor, 1790. július 22-én, huszonegy éves korában került Toszkána élére. Kétszer házasodott, ám gyermekei csak első, unokatestvérével, Lujza Máriával való kapcsolatából származtak. Ferdinánd volt a Habsburg–Lotaringiai-ház toszkánai mellékágának alapítója.
Uralkodóként követte apja felvilágosult abszolutista irányvonalát. A francia forradalom idején ő volt az első európai monarcha, aki elismerte a Francia Köztársaságot. Vonakodva ugyan, de belépett a Bonaparte tábornokkal szembeni első koalíciós háborúba, ám ő volt az első, aki felmondta azt és különbékét kötött a franciákkal. Ennek ellenére a sikeres itáliai hadjáratot folytató Napóleon seregei bevették országát és az aranjuezi szerződésben kimondták trónfosztását. A bécsi kongresszus 1814-ben végül visszaállította címét, amit 1824-ben malária okozta haláláig viselt. Trónján egyetlen életben maradt fia, Lipót követte.

## Élete

### Származása

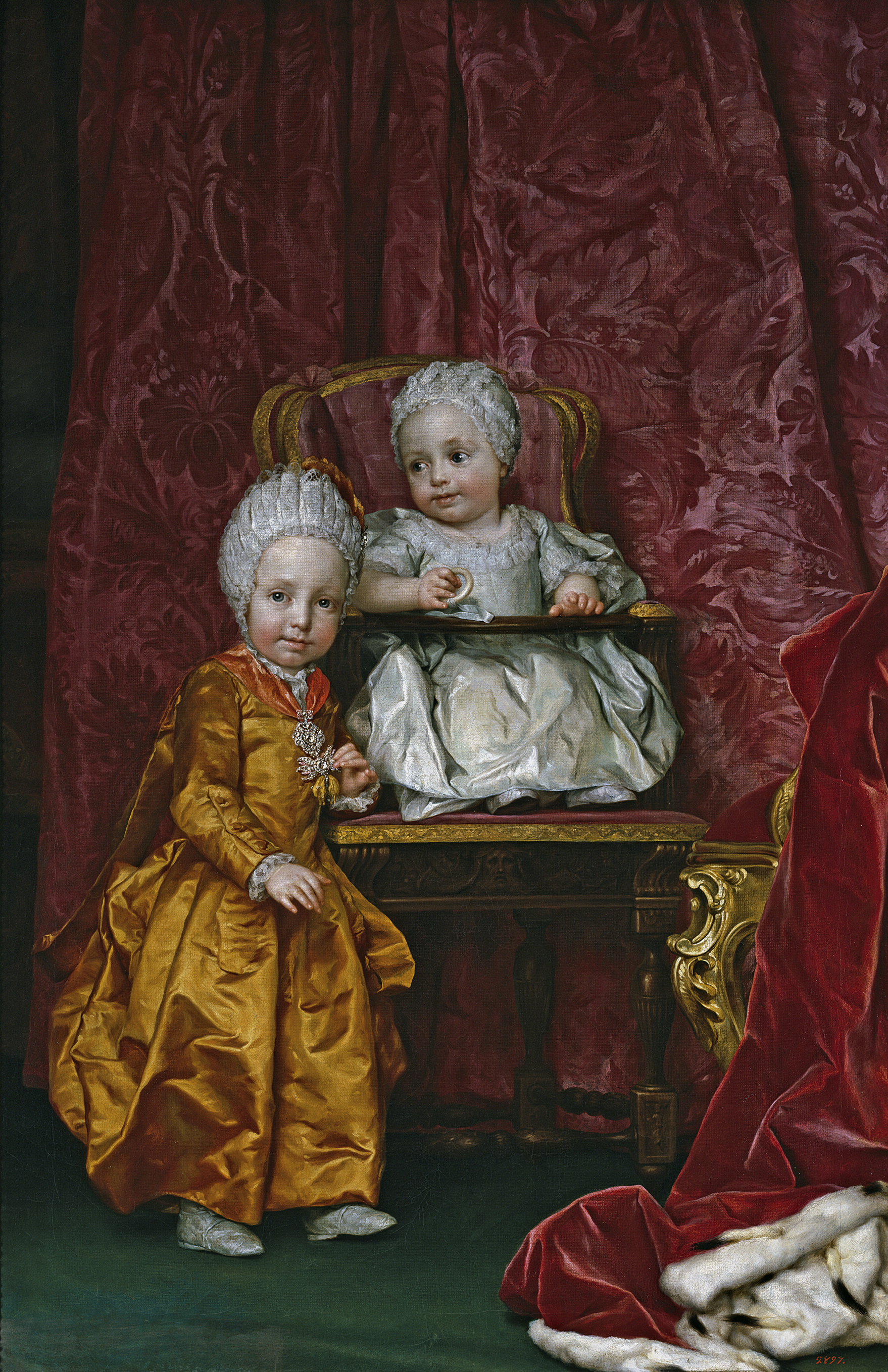
Ferdinánd főherceg és húga, Mária Anna főhercegnő 1770-ben

Ferdinánd főherceg 1769. május 6-án született Firenzében, a Toszkánai Nagyhercegségben Ferdinánd József János néven a Habsburg–Lotaringiai-ház tagjaként. Apja I. Péter Lipót toszkánai nagyherceg volt, aki később német-római császár is lett. Apai nagyszülei Lotaringiai Ferenc István császár és Habsburg Mária Terézia uralkodónő volt. Apai nagyapai dédszülei I. Lipót lotaringiai herceg és Orléans-i Erzsébet Sarolta (I. Fülöp orléans-i herceg leánya), míg apai nagyanyai dédszülei VI. Károly német-római császár és Braunschweig–Wolfenbütteli Erzsébet Krisztina császárné voltak.
Édesanyja a Bourbon-házból való Mária Ludovika spanyol infánsnő, III. Károly spanyol király és Szászországi Mária Amália királyné leánya volt. Anyai nagyapai dédszülei V. Fülöp spanyol király és Farnese Erzsébet parmai hercegnő, míg anyai nagyanyai dédszülei III. Ágost lengyel király és szász választófejedelem és Habsburg Mária Jozefa főhercegnő (I. József német-római császár leánya) voltak.
Az uralkodópár 16 gyermeke közül Ferdinánd József született harmadikként. A felnőttkort megérő testvérek:
- Mária Terézia Jozefa főhercegnő (1767–1827), aki I. Antal szász királyhoz ment feleségül.
- Ferenc József Károly főherceg (1768–1835), a későbbi II. Ferenc német-római császár, I. Ferenc néven osztrák császár, magyar és cseh király.
- Ferdinánd József János főherceg (1769–1824), később III. Ferdinánd toszkánai nagyherceg.
- Mária Anna Ferdinanda főhercegnő (1770–1809), a prágai Szent Teréz apácakolostor főapátnője.
- Károly főherceg (1771–1847) tábornagy, Teschen hercege, Napóleon legyőzője az asperni csatában.
- Sándor Lipót főherceg (1772–1795), 1790-től haláláig Magyarország nádora.
- József Antal János főherceg (1776–1847), 1795-től haláláig Magyarország nádora (József nádor).
- Mária Klementina főhercegnő (Maria Klementine von Österreich) (1777–1801), aki  Ferenc nápoly–szicíliai trónörököshöz ment feleségül.
- Antal Viktor főherceg (1779–1835), Köln püspöke, 1816–1828-ig a Német Lovagrend Nagymestere.
- János főherceg (1782–1859) tábornagy, a „stájer herceg”.
- Rainer József főherceg (1783–1853) tábornagy, a Lombard–Velencei Királyság alkirálya.
- Lajos főherceg (1784–1864) tábornagy, 1836–1848-ig az Államkonferencia vezetője.
- Rudolf főherceg (1788–1831) bíboros, Olmütz hercegérseke, Beethoven mecénása.

### Pályafutása

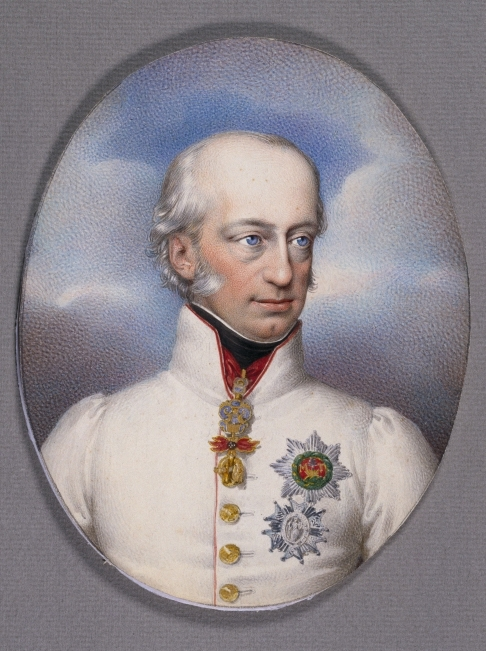
Ferdinánd főherceg arcképe

Ifjúkorát Firenzében töltötte. Manfredini márki irányítása alatt kiváló nevelést kapott. 1790-ben II. József császár elhunyt, helyére Ferdinánd apja, Péter Lipót nagyherceg lépett, II. Lipót császár néven. A toszkánai nagyhercegi címet Lipót elsőszülött fia vette át, III. Ferdinánd néven, 1790. július 2-án.
Felvilágosult gondolkodású apja nyomdokán haladva, Ferdinánd nagyherceg fejlesztette országában a kereskedelmet, támogatta a tudományt és a művészeteket, megszilárdította a jogbiztonságot. A francia forradalom után, 1792-ben elismerte az új Francia Köztársaságot. Óvatosan politizált, a napóleoni háborúkban országával együtt igyekezett semlegesnek maradni, 1793-ban azonban az Orosz Birodalom és Nagy-Britannia erős nyomást gyakoroltak rá, hogy álljon a Napoléon Bonaparte tábornok elleni koalíció oldalára. Anglia azzal fenyegetőzött, hogy flottája tüzérségi tűz alá veszi Livorno kikötőjét. Amikor a francia csapatok elfoglalták Piemontot, Ferdinánd kilépett a koalícióból, és 1795. február 9-én békét kötött a franciákkal. Amikor Bonaparte tábornok itáliai hódítási tervei egyre nyilvánvalóbbakká váltak, Ferdinánd nagyherceg ismét Ausztriához próbált közeledni. 1799-ben azonban a francia csapatok bevonultak Firenzébe, és Ferdinándnak Bécsbe kellett menekülnie, családjával együtt.
1801-ben a Bonaparte által kikényszerített lunéville-i béke és az 1801. március 21-i aranjuezi szerződés értelmében Ferdinándnak le kellett mondania Toszkána nagyhercegének címéről, amelyet Bonaparte megszüntetett, helyén a csatlós Etruriai Királyságot hozta létre, amelyet a parmai Bourbon-hercegek kaptak, kárpótlásul a Napóleon által elvett birtokaikért. A Toszkánai Nagyhercegségért cserébe Ferdinánd az 1802. december 26-i párizsi békeszerződésben az újonnan kreált Salzburgi Hercegséget kapta meg (amelyet a Salzburgi Hercegérsekség szekularizált birtokaiból alakítottak). A frankfurti Birodalmi gyűlésnek az egyházi birtokok szekularizálásáról szóló határozata neki ítélte az eichstätti főapátság birtokát is. Mivel ezeket a tartományokat az 1805-ös pozsonyi békeszerződés az Osztrák Császárságnak és a Bajor Választófejedelemségnek adta, cserébe Ferdinánd megkapta a Würzburgi Hercegséget, amelyet előbb választófejedelemséggé, majd 1806-ban, a Német-római Birodalom megszűnése és a Rajnai Szövetség létrejötte után nagyhercegséggé emeltek. Napóleon császár bukása után, az 1814. május 30-i párizsi békeszerződésben Ferdinánd visszatérhetett a helyreállított Toszkánai Nagyhercegségbe, amelyhez még további területeket is hozzácsatoltak. 1815-ben Joachim Murat tábornagy, Nápoly francia alkirálya támadást intézett a nagyhercegség ellen, ekkor Ferdinándnak ismét el kellett menekülnie, de még ugyanabban az évben, április 20-án hazatérhetett. 1815-ben a Toszkánai Nagyhercegségtől elcsatolták a Luccai Hercegséget, amelyet a parmai Bourbon-hercegek kaptak meg, átmeneti kárpótlásként (Luccát csak 1847-ben csatolták vissza Toszkánához). 1817-ben újra megalapította a nagy múltú Szent István Lovagrendet, amit nyolc évvel korábban Napóleon oszlatott fel.
Ferdinánd engedékeny, békés természetű, de igényei érvényesítése tekintetében igen kitartó uralkodó volt. A katonáskodásnál jobban szerette a zenét. Az ancien régime és részben a felvilágosodás gyermeke volt, de a forradalom  és az éppen bontakozó olasz nacionalizmus eszméitől idegenkedett. III. Ferdinánd, Toszkána nagyhercege 1824-ben hunyt el Firenzében. Ott is nyugszik a San Lorenzo-templomban. Trónját fia, Lipót örökölte (II. Lipót) néven.

### Házasságai, gyermekei

Első felesége, Lujza Mária nápoly–szicíliai királyi hercegnő.

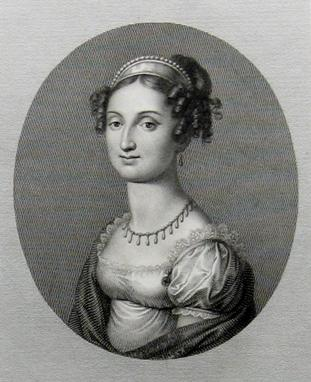
Mária Ferdinanda szász királyi hercegnő, 1822.

Első házasságát Ferdinánd már Toszkána nagyhercegeként, 1790. augusztus 15-én képviselők útján (per procurationem) Nápolyban kötötte a Bourbon-házból való Lujza Mária Amália nápoly–szicíliai királyi hercegnővel (Principessa Luisa Maria Amelia di Borbone della Due Sicilie, 1773–1802), I. Ferdinánd nápoly–szicíliai király leányával. Az ünnepélyes esküvőt Bécsben tartották, 1790. szeptember 19-én. E házasságból 6 gyermek született, hárman érték meg a felnőttkort:
1. Karolina Fernanda (Ferdinanda) Terézia (1793–1802), gyermekkorban meghalt.
2. Ferenc Lipót főherceg (1794–1800), gyermekkorban meghalt.
3. Lipót főherceg (1797–1870), II. Lipót néven Toszkána nagyhercege.
4. Mária Lujza Jozefa Krisztina Róza főhercegnő (1799–1857).
5. Mária Terézia Franciska főhercegnő (1801–1855), aki Károly Albert szárd–piemonti királyhoz ment feleségül.
6. Egy halva született gyermek (*/† 1802).

Második házasságát Ferdinánd nagyherceg 1821. május 6-án, 52. születésnapján kötötte Firenzében a 25 éves Mária Ferdinanda szász királyi hercegnővel (1796–1865), Miksa szász koronaherceg (1759–1838) és Karolina Mária Bourbon–parmai hercegnő (1770–1804) leányával. A második feleség Ferdinánd első házasságából való fiának, Lipótnak sógornője volt. Ez a házasság gyermektelen maradt.